# 로프 란스베르헌
로브 란스베르헌 (Rob Landsbergen, 1960년 2월 25일 ~ 2022년 9월 29일)은 1984년부터 1985년까지 K리그에서 활약한 네덜란드 국적의 외국인 선수이다. K리그에서 뛸 당시 대한민국 언론에서는 랜스베르겐과 렌스베르겐을 둘다 혼용하였다. K리그 등록명은 렌스베르겐이다.

## 클럽 경력

### K리그 이전
1978년 PSV 아인트호벤 소속으로 프로무대에 데뷔한 란스베르헌은 빌럼 II 틸뷔르흐로 임대된 1980-81 시즌을 제외하고 아인트호벤을 위해 헌신했다. 당시 란스베르헌은 한국에서 건너온 허정무와 두터운 친분을 유지했고, 이는 란스베르헌의 한국행에 결정적인 역할로 작용했다.

### K리그 시절
1984년 당시 신생팀이던 현대 호랑이의 초대 감독 문정식은 PSV 에인트호번에서 활약하던 허정무를 국내로 복귀시킨다는 계획을 잡고있었다. 당시 허정무는 1982년과 1983년 PSV 아인트호벤을 이끌고 대한민국에 와 대통령배 국제축구대회에 참여했었고, 1983년에는 우승까지 차지하며 전국구 스타가 되어있던 상황이었다. 현대 스카우트 진은 네덜란드로 건너가 허정무를 설득하였는데, 당시 대한민국 축구의 발전이라는 대의적인 명분을 내세워 허정무를 설득했고, 허정무는 현대와 입단 계약을 체결하게 되었다. 이때 현대에서는 1983년 대통령배에서 인상적인 모습을 보여주었던 선수를 같이 데려오려는 계획을 세웠었는데, 바로 란스베르헌이었다.
이적료는 13만 길더 (당시 3천 6백만원) 연봉 1천 9백 20만원이었다. 허정무와 함께 1984년 슈퍼리그에 뛰게 된 란스베르헌은 197cm의 당시로서는 엄청난 키를 바탕으로 공중볼에서 상대를 압도했다. 게다가 네덜란드에서는 수비수로 뛰었지만, 현대에서는 공격수로 활약할 만큼 공격력도 날카로웠다. 란스베르헌의 포스트 플레이에 다른 팀들은 혀를 내둘러야했었다. 1984년 4월 21일 한일은행 축구단과의 경기에서 란스베르헌은 K리그 데뷔골을 기록했다. 8월 26일 국민은행 축구단과의 경기에서 홀로 2골 2도움을 올리면서 팀의 6-0 승리를 이끌었다. 1984시즌 란스베르헌은 9골 9어시스트를 기록하였으며, 1984시즌 K리그 도움왕을 거머쥐게  되었다.
하지만, 무릎이 좋지않은데도 불구하고 무리하게 경기를 펼친 란스베르헌은 1985 시즌 계속되는 무릎 부상에 고전하면서 11경기에 출전해 단 2골에 그쳤고, 결국 1985 시즌 이후 랜스베르겐은 고국 네덜란드로 돌아가게 되었다.

### K리그 이후
네덜란드로 귀국한 란스베르헌은 NAC 브레다에서 1시즌을 더 뛴 후 은퇴하였다.
2022년 9월 29일 알츠하이머 투병 끝에 사망했다.

## 경력 통계

### K리그 기록
| 소속팀      | 연도 | 출장 | 교체 | 득점 | 도움 | 경고 | 퇴장 |
| ----------- | ---- | ---- | ---- | ---- | ---- | ---- | ---- |
| 현대 호랑이 | 1984 | 27   | 0    | 9    | 9    | 2    | 0    |
| 현대 호랑이 | 1985 | 11   | 0    | 2    | 1    | 1    | 0    |
| 통산(K리그) | -    | 38   | 0    | 11   | 10   | 3    | 0    |
K리그 통산기록은 리그컵기록 포함. 2011년 3월 1일 기준.

## 수상

### 팀

#### PSV 에인트호벤
- 박스컵 우승: 1983

### 개인
- K리그 도움상: 1984

## 기타
- 슈퍼리그에서 활약할 당시 란스베르헌은 36도나 되는 폭염 속에서 어떻게 경기를 하냐고 투덜거린 적이 있었다.
- 워낙 첫 시즌에 보여준 인상이 강렬했기 때문에 K리그 최초의 외국인 선수가 란스베르헌이라고 알고 있는 사람들이 대다수이다. 그러나 첫 번째 외국인 선수는 포항의 호세 로베르토 알베스와 세르지우 루이스 코고이다. 하지만 두 선수가 K리그에서 득점을 기록하지 못했기 때문에 란스베르헌은 K리그에서 득점을 한 최초의 외국인 선수가 되었다.

## 참고 사항
1. ↑  실제로 허정무는 1983년 대통령배 국제축구대회를 고별경기로 PSV를 떠나 대한민국으로 복귀할 예정이었다. 다만 어느팀으로 가느냐가 문제였을뿐이었다. 여기서 허정무는 현대 호랑이와의 계약을 최종합의한 것이다.
2. ↑  손병하 (2020년 3월 16일). “[K리그 타임머신 ② 1984년] 제대로 된 ‘리그’의 초석을 닦다”. 베스트일레븐. 2023년 7월 28일에 확인함.